# Krikor Bedros XV Aghagianian

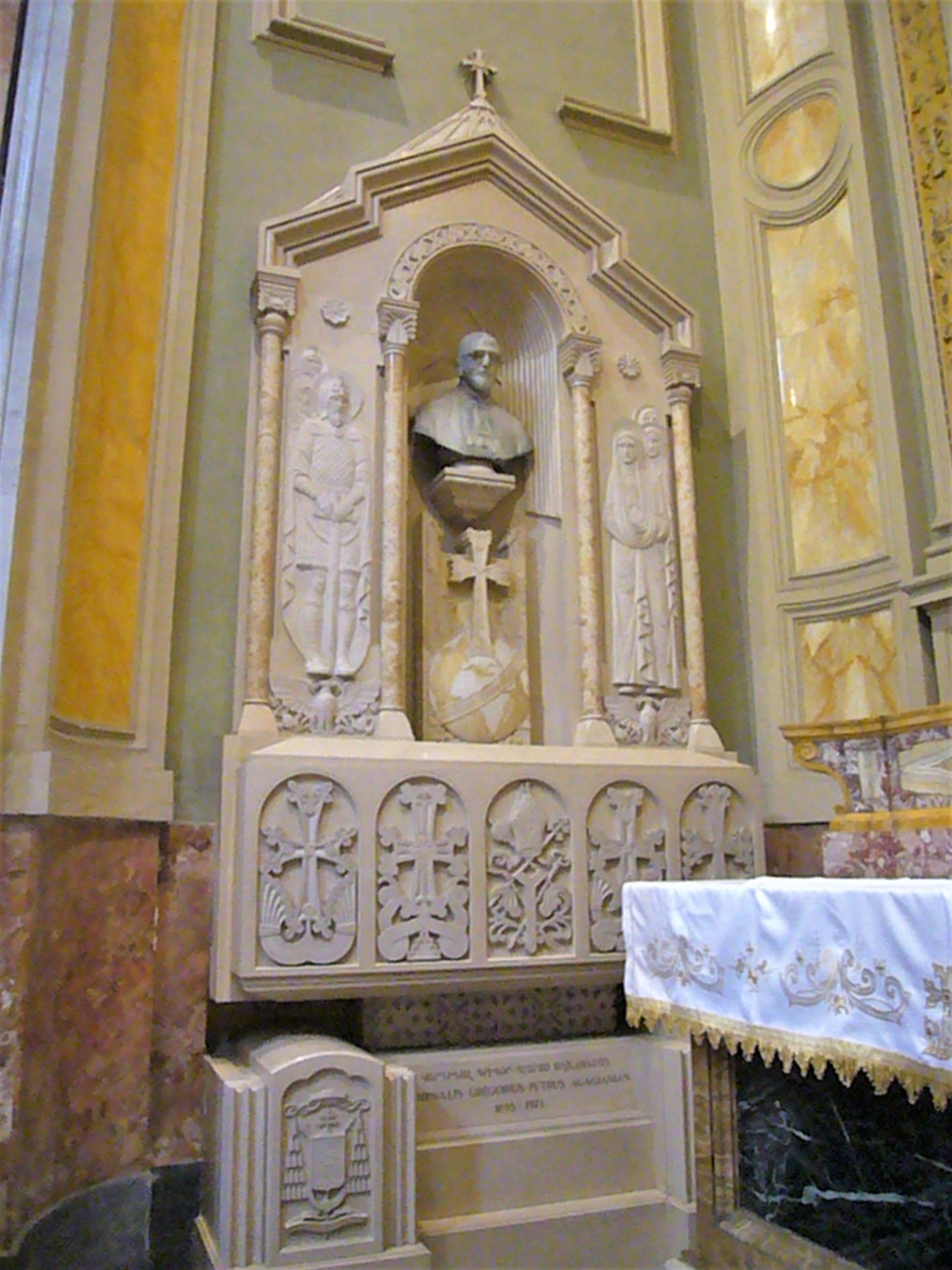
Tomba del cardinale Aghagianian nella chiesa di San Nicola da Tolentino in Roma (il 12 settembre 2024 i resti mortali sono stati traslati nella cattedrale armeno-cattolica di Sant'Elia e San Gregorio Illuminatore a Beirut in Libano)

Krikor Bedros XV Aghagianian (in armeno orientale Գրիգոր Պետրոս Աղաճանեան - pronunciato Grigor Petros - noto anche con le traduzioni italiana Gregorio Pietro Agagianian e francese Grégoire-Pierre Agagianian) (Akhaltsikhe, 18 settembre 1895 – Roma, 16 maggio 1971) è stato un cardinale e patriarca cattolico armeno, naturalizzato libanese. Fu patriarca di Cilicia degli Armeni della Chiesa armeno-cattolica.

## Biografia
Ghazaros Aghagianian nacque ad Akhaltsikhe, nella moderna Georgia, da Harutiun Aghajanian e Iskuhi Sarukhanian, e fu ordinato prete della Chiesa cattolica armena il 23 dicembre 1917. Entrò in seguito nel 1921 alla facoltà di didattica del Pontificio Collegio Armeno, di cui divenne poi rettore dal 1932 al 1937. Fu nominato vescovo titolare di Comana di Armenia l'11 luglio 1935 ed eletto patriarca di Cilicia degli Armeni dal Sinodo armeno il 30 novembre 1937 con il nome di Krikor Bedros (Gregorio Pietro) XV.
Per tradizione, tutti i patriarchi cattolici armeni aggiungono infatti il nome Bedros (Pietro) al proprio nome di battesimo, seguito dall'ordinale. Il 18 febbraio 1946 fu creato, da papa Pio XII, cardinale del titolo di San Bartolomeo all'Isola. Ebbe la presidenza della Congregazione per la codificazione del diritto canonico delle Chiese orientali.
Nel conclave del 1958 rappresentò la grande alternativa al candidato poi eletto Angelo Roncalli, il quale - una volta divenuto papa Giovanni XXIII – confermerà personalmente l'altalena di voti in conclave fra il suo nome e quello di Aghagianian. Egli fu pertanto nei tempi moderni il primo e, a tutt'oggi, l'unico papabile proveniente da una Chiesa cattolica orientale. Durante il Concilio Vaticano II il nuovo papa lo nominò membro della commissione direttiva insieme ai cardinali Suenens, Döpfner e Lercaro.
Sembra che la candidatura Aghagianian fosse consistente anche nel successivo conclave, quello del 1963, in piena guerra fredda, che elesse Giovan Battista Montini. Il prelato armeno, tuttavia, sarebbe stato ostacolato dai servizi segreti italiani (il SIFAR), che lo ritenevano troppo filo-russo. Secondo la rivista Trenta Giorni, infatti, il SIFAR, nell'imminenza del conclave, avrebbe trasmesso ai cardinali un dossier secondo il quale la sorella del porporato, la settantenne Elizabeta Papikova, aveva legami con il KGB, i servizi segreti sovietici, e si sarebbe messa in contatto con l'ambasciata sovietica durante una visita al fratello a Roma. Ciò sarebbe bastato a eliminare il cardinale armeno dalla corsa al papato.
Noto poliglotta e giurista, Aghagianian guidò dal 18 luglio 1960 al 19 ottobre 1970, quale prefetto, la Sacra Congregazione De Propaganda Fide, che assunse l'attuale denominazione di Congregazione per l'evangelizzazione dei popoli il 15 agosto 1967, con la bolla Immortalis Dei di Paolo VI. Il 25 agosto 1962 rinunciò al patriarcato e si trasferì definitivamente a Roma. Il 22 ottobre 1970 fu promosso cardinale vescovo di Albano. Morì il 16 maggio 1971 a Roma, per riposare nella chiesa di San Nicola da Tolentino, adiacente al Pontificio Collegio Armeno.

Udienza privata concessa da papa Giovanni XXIII nel settembre 1962 ai principali membri della Commissione preparatoria De Missionibus: alla sinistra del pontefice si trova il cardinale Aghagianian, prefetto della Sacra Congregazione De Propaganda Fide, mentre alla destra del Santo Padre il Perito Conciliare mons. Saverio Maria Paventi di San Bonaventura; i due furono tra gli artefici del decreto Ad Gentes

Il 28 ottobre 2022 nella basilica di San Giovanni in Laterano è stata aperta l’Inchiesta diocesana della causa di beatificazione del cardinale Aghagianian. La cerimonia è stata presieduta dal cardinale Angelo De Donatis, vicario generale per la diocesi di Roma, alla presenza di Sua Beatitudine Raphaël Bedros XXI Minassian, patriarca di Cilicia degli Armeni cattolici, e il postulatore fra Carlo Calloni. Il 12 settembre 2024 i resti mortali sono stati traslati in Libano per essere custoditi nella cattedrale armeno-cattolica di Sant'Elia e San Gregorio Illuminatore a Beirut.

## Genealogia episcopale e successione apostolica
La genealogia episcopale è:
- Cardinale Scipione Rebiba
- Cardinale Giulio Antonio Santori
- Cardinale Girolamo Bernerio, O.P.
- Arcivescovo Galeazzo Sanvitale
- Cardinale Ludovico Ludovisi
- Cardinale Luigi Caetani
- Cardinale Ulderico Carpegna
- Cardinale Paluzzo Paluzzi Altieri degli Albertoni
- Papa Benedetto XIII
- Papa Benedetto XIV
- Papa Clemente XIII
- Cardinale Bernardino Giraud
- Cardinale Alessandro Mattei
- Cardinale Pietro Francesco Galleffi
- Cardinale Giacomo Filippo Fransoni
- Cardinale Andon Bedros IX Hassoun
- Patriarca Stepanos Bedros X Azarian
- Patriarca Avedis Bedros XIV Arpiarian
- Arcivescovo Sergio Der Abrahamian
- Cardinale Krikor Bedros XV Aghagianian

La successione apostolica è:
- Vescovo Guregh Hovhannes Zohrabian, O.F.M.Cap. (1940)
- Arcivescovo Nersès Tayroyan (1940)
- Vescovo John Baptist Apcar (1954)
- Vescovo Joseph Gennangi (1954)
- Vescovo Raphaël Bayan, I.C.P.B. (1959)
- Vescovo Cesar Gerardo Maria Vielmo Guerra, O.S.M. (1960)
- Arcivescovo Theotonius Amal Ganguly, C.S.C. (1960)
- Arcivescovo Seraphin Uluhogian, C.A.M. (1960)
- Vescovo Garabed Amadouni (1960)
- Arcivescovo Peter Han Kong-ryel (1961)
- Vescovo Albert Hermelink Gentiaras, S.C.I. (1961)
- Cardinale Giuseppe Caprio (1961)
- Arcivescovo Jean Zoa (1961)
- Vescovo Leonello Berti, O.M.I. (1962)
- Vescovo Thomas Kuba Thowa (1962)
- Vescovo Eugène Abissa Kwaku (1963)
- Arcivescovo Savino Bernardo Maria Cazzaro Bertollo, O.S.M. (1964)
- Vescovo Georges Benoit Gassongo (1965)
- Vescovo Chrétien Matawo Bakpessi (1965)
- Arcivescovo Hovhannes Tcholakian (1967)
- Vescovo Petrus Malachias van Diepen, O.S.A. (1967)
- Vescovo Joseph Byeong Hwa Chang (1968)